# Федюкович, Вацлав Станиславович
Вацлав Станиславович Федюкович (18 декабря 1897, Денисово, Виленская губерния — 29 декабря 1979, Сарасота, Флорида) — российский, советский и американский учёный-геофизик, преподаватель и изобретатель. Член Русской академической группы в США.

## Биография
Родился 6 декабря 1897 года в деревне Денисово Дисненского уезда Виленской губернии Российской империи в крестьянской семье. Из-за военных действий семья Федукович переезжает в Моршанск Тамбовской губернии, где отец работал в кооперативной организации, а потом до своей смерти в 1924 году пчеловодом в уездной земской управе. Вацлав учился в городском приходском училище, потом в реальном училище Моршанска, которое окончил в 1915 году.
Вацлав устраивается на службу в Земгор, организовывал помощь беженцам и раненым. Поступил в Петроградский горный институт Императрицы Екатерины II, однако в 1918 году Земгор расформировали и продолжить учёбу стало невозможно. На некоторое время Вацлав Станиславович вернулся в Тамбовскую губернию к родителям, где трудился канцеляристом в сельскохозяйственном кооперативе, потом секретарем в Отделе народного образования, в феврале 1919 года его призвали в РККА.
Завершил образование в Екатеринославском горном институте, в 1924 году, После окончания института, остаётся в нём работать преподавателем геофизики. В 1928 году совместно с профессором Георгием Евреиновым провели первые опытные электроразведочные исследования железных руд Криворожского железорудного бассейна.
В 1930 году назначается профессором в созданный Киевский горно-геологический институт, ведёт преподавательскую и научную деятельность, исполняет обязанности заместителя декана геологического факультета и редактором трудов института.
В конце 1935 года Киевский горного-геологический институт закрывается из-за переезда столицы Украины из Харькова в Киев и нехватки помещений. Геологический факультет КГГИ переводится в Днепропетровский (бывший Екатеринославский) горный институт и присоединяется к геолого-маркшейдерскому факультета. Профессор Федукович возглавляет кафедру геофизики до 1937 года. После ареста двух родных братьев, расстрела профессоров Ивана Прохоровича Бухинника, Гембицкого, Микея и многих других, оставляет кафедру и скрывается в Киеве и на Кавказе.
В 1938 году возвратился в Киев, где до 1941 года возглавлял геофизический отдел Геологического института Украинской Академии Наук, одновременно преподавал геофизику в Киевском университете.
Во время войны Федукович с женой становятся беженцами. Их путь лежал через Польшу и Чехословакию, в Австрию. В 1949 году они эмигрировали в США. В первое время занимался изготовлением рекламных скульптур. Уже в 1950 году Вацлав Станиславович начинает сотрудничать с известным американским геофизиком-консультантом Келли в области разведки полезных ископаемых. В 1954 году переходит на работу в Ламонтскую (ныне Ламонт-Дохерти) обсерваторию Колумбийского университета, где занимается геологией и геофизикой океана. В 1971 году выходит на пенсию. После ухода на пенсию жены в 1974 году, переезжают в Сарасоту (Флорида).
Скончался 29 декабря 1979 года.

## Семья
- Федюкович, Елена Тереньтевна — профессор офтальмологии Нью-йоркского университета[3].